# قشلاق خلیل‌لو حیدر
قشلاق خلیل‌لو حیدر یک منطقهٔ مسکونی در ایران است که در بخش اسلام‌آباد واقع شده‌است. قشلاق خلیل‌لو حیدر ۷۱ نفر جمعیت دارد.